# Konopiska (gemeente)

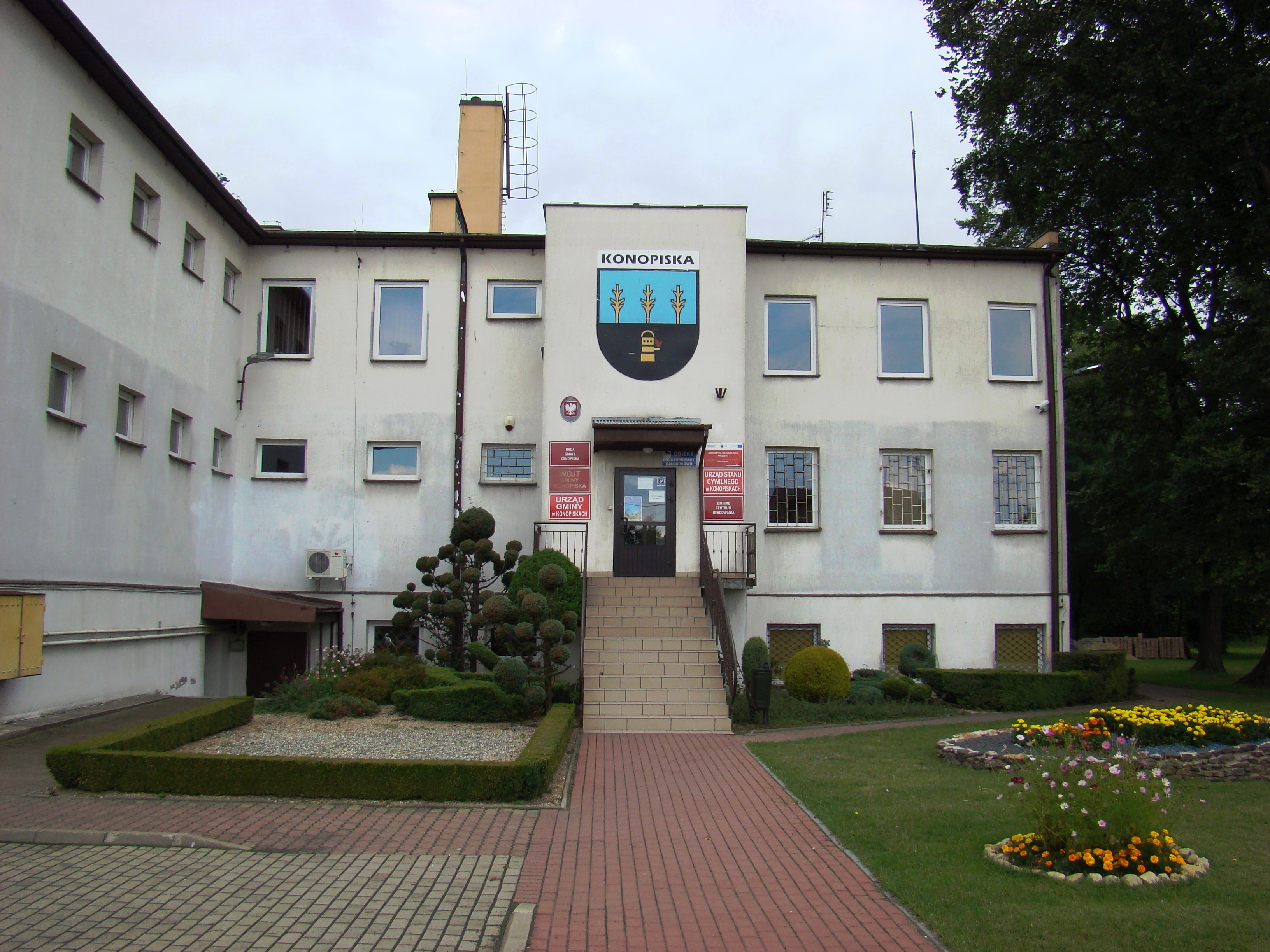
Gemeentehuis

De gemeente Konopiska is een landgemeente in het Poolse woiwodschap Silezië, in powiat Częstochowski.
De zetel van de gemeente is in Konopiska.
Op 30 juni 2004 telde de gemeente 10 405 inwoners.

## Oppervlakte gegevens
In 2002 bedroeg de totale oppervlakte van gemeente Konopiska 78,11 km², waarvan:
- agrarisch gebied: 59%
- bossen: 30%

De gemeente beslaat 5,14% van de totale oppervlakte van de powiat.

## Demografie
Stand op 30 juni 2004:
| Omschrijving                   | Totaal | Totaal | Vrouwen | Vrouwen | Mannen | Mannen |
| ------------------------------ | ------ | ------ | ------- | ------- | ------ | ------ |
| eenheid                        | aantal | %      | aantal  | %       | aantal | %      |
| inwoners                       | 10 405 | 100    | 5348    | 51,4    | 5057   | 48,6   |
| bevolkingsdichtheid (inw./km²) | 133,2  | 133,2  | 68,5    | 68,5    | 64,7   | 64,7   |

In 2002 bedroeg het gemiddelde inkomen per inwoner 1225,7 zł.

## Bestuurlijke indeling
sołectwo:
- Konopiska (siedziba urzędu gminy)
- Aleksandria I
- Aleksandria Druga
- Hutki
- Jamki
- Kopalnia
- Leśniaki
- Łaziec
- Rększowice
- Walaszczyki
- Wąsosz (gemeente Konopiska)
- Wygoda

Overige plaatsen:
- Korzonek (Silezië)
- Kowale
- Pająk

## Aangrenzende gemeenten
Blachownia, Boronów, Częstochowa, Herby, Poczesna, Starcza, Woźniki